# Danh sách tập phim Shin – Cậu bé bút chì Đặc biệt
Danh sách tập phim Shin – Cậu bé bút chì Đặc biệt là series đặc biệt của Shin – Cậu bé bút chì. Vào 14 tháng 7 năm 2016, công ty Amazon của nước Nhật thông báo rằng họ sẽ ra mắt Shin – Cậu bé bút chì Đặc biệt. Mỗi mùa gồm 13 tập và mỗi tập có 7 phút.
Bản nguyên mẫu của Shin – Cậu bé bút chì nói về một đứa trẻ 5 tuổi tên là Nohara Shinnosuke, ba mẹ, chó nuôi, hàng xóm và bạn bè của cậu ở thành phố Kasukabe, Quận Saitama. Mùa đầu tiên của series Shin - Cậu bé bút chì Đặc biệt nói về câu chuyện của 100 năm sau trong tương lai, bắt đầu bằng việc cả gia đình Nohara và chó nuôi của họ, Shiro, thức dậy trong một trạm không gian bí ẩn.

## Truyện tranh
Mùa đầu tiên, Người ngoài hành tinh vs. Shinnosuke, đã được ra mắt với phiên bản truyện tranh ở nước Nhật vào 11 tháng 3 năm 2017 với ISBN 978-4575961911.

## Danh sách tập

### Mùa 1 (Shin – Cậu bé bút chì Đặc biệt: Người ngoài hành tinh vs. Shinnosuke)
Mùa đầu tiên với tựa đề là Shin – Cậu bé bút chì Đặc biệt: Người ngoài hành tinh vs. Shinnosuke (クレヨンしんちゃん 外伝エイリアンvs.しんのすけ Kureyon Shin - chan: Gaiden Eirian vs. Shinnosuke) được ra mắt trên Amazon Prime Video của nước Nhật vào 3 tháng 8 năm 2016. Mùa đầu tiên được ra mắt vào 14 tháng 12 năm 2016 trên Amazon Prime Video trong các nước Châu Âu, Ấn Độ, Canada và nước Úc và được ra mắt vào 12 tháng 1 năm 2017 khắp toàn cầu với phiên bản tiếng Nhật và lời thuyết minh bằng tiếng Anh và tiếng Đức với tựa đề là Shin – Cậu bé bút chì Đặc biệt tập 1: Người ngoài hành tinh vs. Shinnosuke
| Số thứ tự | Tựa đề                                                      | Ngày công chiếu gốc  | Tại Việt Nam | Tại Việt Nam | Tại Việt Nam     |
| Số thứ tự | Tựa đề                                                      | Ngày công chiếu gốc  | Rạp          | Truyền hình  | Kênh truyền hình |
| --------- | ----------------------------------------------------------- | -------------------- | ------------ | ------------ | ---------------- |
| 1         | Thức dậy (目覚め)                                           | 3 tháng 8 năm 2016   | Không có     | Không có     | Không có         |
| 2         | Các hành khách (乗客)                                       | 10 tháng 8 năm 2016  | Không có     | Không có     | Không có         |
| 3         | Ai đã làm việc đó? (犯人は誰だ？)                           | 17 tháng 8 năm 2016  | Không có     | Không có     | Không có         |
| 4         | Danh tính thực sự (正体)                                    | 24 tháng 8 năm 2016  | Không có     | Không có     | Không có         |
| 5         | Đồ ăn (食料)                                                | 31 tháng 8 năm 2016  | Không có     | Không có     | Không có         |
| 6         | 10 người và một chú chó! (１０人と１匹いる！)               | 7 tháng 9 năm 2016   | Không có     | Không có     | Không có         |
| 7         | Bằng chứng của một con người (人間の証明)                   | 14 tháng 9 năm 2016  | Không có     | Không có     | Không có         |
| 8         | Thoát khỏi chốn tù (脱獄)                                   | 21 tháng 9 năm 2016  | Không có     | Không có     | Không có         |
| 9         | Giờ ăn (食事の時間)                                         | 28 tháng 9 năm 2016  | Không có     | Không có     | Không có         |
| 10        | Hạch hạnh nhân (のどちんこ)                                 | 5 tháng 10 năm 2016  | Không có     | Không có     | Không có         |
| 11        | Những chiếc mông (おしり)                                   | 12 tháng 10 năm 2016 | Không có     | Không có     | Không có         |
| 12        | Quái vật mông to vs. Shinnosuke (オシリアン VS. しんのすけ) | 19 tháng 10 năm 2016 | Không có     | Không có     | Không có         |
| 13        | Quay trở về Trái Đất (地球へ)                               | 26 tháng 10 năm 2016 | Không có     | Không có     | Không có         |

### Mùa 2 (Shin – Cậu bé bút chì Đặc biệt: Đại chiến đồ chơi)
Mùa thứ 2 với tựa đề là Shin – Cậu bé bút chì Đặc biệt: Đại chiến đồ chơi (クレヨンしんちゃん外伝 おもちゃウォーズ Kureyon Shin - chan: Gaiden Omocha Wars) được ra mắt vào 9 tháng 11 năm 2016.
| Số thứ tự | Tựa đề                                                             | Ngày công chiếu gốc  | Tại Việt Nam | Tại Việt Nam | Tại Việt Nam     |
| Số thứ tự | Tựa đề                                                             | Ngày công chiếu gốc  | Rạp          | Truyền hình  | Kênh truyền hình |
| --------- | ------------------------------------------------------------------ | -------------------- | ------------ | ------------ | ---------------- |
| 1         | Chindarake (ちんだらけ)                                            | 9 tháng 11 năm 2016  | Không có     | Không có     | Không có         |
| 2         | Siêu nhân hành động vàng (アクション仮面ゴールド)                  | 16 tháng 11 năm 2016 | Không có     | Không có     | Không có         |
| 3         | Cơn thịnh nộ (DADA)                                                | 23 tháng 11 năm 2016 | Không có     | Không có     | Không có         |
| 4         | Obaan (オバーン)                                                   | 30 tháng 11 năm 2016 | Không có     | Không có     | Không có         |
| 5         | Chạy trốn!! (逃げろ)                                               | 7 tháng 12 năm 2016  | Không có     | Không có     | Không có         |
| 6         | Mặt nạ trung niên (チューコーネン仮面)                             | 14 tháng 12 năm 2016 | Không có     | Không có     | Không có         |
| 7         | Đi đến Chindarake bằng tàu điện (電車でちんだらけ)                 | 21 tháng 12 năm 2016 | Không có     | Không có     | Không có         |
| 8         | Đối đầu với các đồ chơi (VS. エクスペンタブルズ)                   | 28 tháng 12 năm 2016 | Không có     | Không có     | Không có         |
| 9         | Cuộc hẹn hò bí mật (ひみつのデート)                                | 4 tháng 1 năm 2017   | Không có     | Không có     | Không có         |
| 10        | Đóng dấu (ハンコ)                                                  | 11 tháng 1 năm 2017  | Không có     | Không có     | Không có         |
| 11        | Siêu nhân hành động vs. Shinnosuke (アクション仮面 VS. しんのすけ) | 18 tháng 1 năm 2017  | Không có     | Không có     | Không có         |
| 12        | Tạm biệt nhé, Obaan! (さよならオバーン)                            | 25 tháng 1 năm 2017  | Không có     | Không có     | Không có         |
| 13        | Cuối cùng (最終回)                                                 | 1 tháng 2 năm 2017   | Không có     | Không có     | Không có         |

### Mùa 3 (Shin – Cậu bé bút chì Đặc biệt: Hành trình truyền bá Kiếm Mông)
Mùa thứ 3 với tựa đề là Shin – Cậu bé bút chì Đặc biệt: Hành trình truyền bá Kiếm Mông (クレヨンしんちゃん外伝 家族連れ狼 Kureyon Shin - chan: Gaiden Kazokuzure Ōkami) được ra mắt vào 22 tháng 2 năm 2017.
| Số thứ tự | Tựa đề                            | Ngày công chiếu gốc | Tại Việt Nam | Tại Việt Nam | Tại Việt Nam     |
| Số thứ tự | Tựa đề                            | Ngày công chiếu gốc | Rạp          | Truyền hình  | Kênh truyền hình |
| --------- | --------------------------------- | ------------------- | ------------ | ------------ | ---------------- |
| 1         | Kiếm Mông (尻剣法)                | 22 tháng 2 năm 2017 | Không có     | Không có     | Không có         |
| 2         | Nguy hiểm (はずみ)                | 1 tháng 3 năm 2017  | Không có     | Không có     | Không có         |
| 3         | Công việc (仕事)                  | 8 tháng 3 năm 2017  | Không có     | Không có     | Không có         |
| 4         | Một trăm triệu yên (一億万両の女) | 15 tháng 3 năm 2017 | Không có     | Không có     | Không có         |
| 5         | Gia đình (家族)                   | 22 tháng 3 năm 2017 | Không có     | Không có     | Không có         |
| 6         | Núi Phú Sĩ (富士山藩)             | 29 tháng 3 năm 2017 | Không có     | Không có     | Không có         |
| 7         | Danh tính (正体)                  | 5 tháng 4 năm 2017  | Không có     | Không có     | Không có         |
| 8         | Đoàn tụ (再会)                    | 12 tháng 4 năm 2017 | Không có     | Không có     | Không có         |
| 9         | Kiếm Nách và Kiếm Mông (脇剣法)   | 19 tháng 4 năm 2017 | Không có     | Không có     | Không có         |
| 10        | Luyện tập (修行)                  | 26 tháng 4 năm 2017 | Không có     | Không có     | Không có         |
| 11        | Đến lâu đài (城へ)                | 3 tháng 5 năm 2017  | Không có     | Không có     | Không có         |
| 12        | Bí mật (秘密)                     | 10 tháng 5 năm 2017 | Không có     | Không có     | Không có         |
| 13        | Trận chiến (決戦)                 | 17 tháng 5 năm 2017 | Không có     | Không có     | Không có         |

### Mùa 4 (Shin – Cậu bé bút chì Đặc biệt: O-O-O Shinnosuke)
Mùa thứ 4 với tựa đề là Shin – Cậu bé bút chì Đặc biệt: O-O-O Shinnosuke (クレヨンしんちゃん外伝 お・お・お・のしんのすけ Kureyon Shin - chan: Gaiden O-O-O-No Shinnosuke) được ra mắt vào 31 tháng 5 năm 2017.
| Số thứ tự | Tựa đề                                                                     | Ngày công chiếu gốc | Tại Việt Nam | Tại Việt Nam | Tại Việt Nam     |
| Số thứ tự | Tựa đề                                                                     | Ngày công chiếu gốc | Rạp          | Truyền hình  | Kênh truyền hình |
| --------- | -------------------------------------------------------------------------- | ------------------- | ------------ | ------------ | ---------------- |
| 1         | Tiến lên! Yêu quái O-O-O Shinnosuke (参上！お・お・お・のしんのすけ)       | 31 tháng 5 năm 2017 | Không có     | Không có     | Không có         |
| 2         | Biến đi! Yêu quái ưa gọn gàng (出動！ヨーカイバスターズ)                   | 7 tháng 6 năm 2017  | Không có     | Không có     | Không có         |
| 3         | Đến trường học! Yêu quái gia vị (登校！教室の怪)                           | 14 tháng 6 năm 2017 | Không có     | Không có     | Không có         |
| 4         | Ở quán trọ suối nước nóng! Yêu quái vui vẻ (湯けむり！パーリーピーポー)    | 21 tháng 6 năm 2017 | Không có     | Không có     | Không có         |
| 5         | Những đứa trẻ bị lạc trong cơn mưa đầy tiếng động (雨音は迷子のセレナーデ) | 28 tháng 6 năm 2017 | Không có     | Không có     | Không có         |
| 6         | Mùa thu hoạch tốt đẹp! Yêu quái nấm Matsutake (豊作！恐怖の森)             | 5 tháng 7 năm 2017  | Không có     | Không có     | Không có         |
| 7         | Phần đầu tiên! Đi theo mẹ (前編！かーちゃんを追え)                         | 12 tháng 7 năm 2017 | Không có     | Không có     | Không có         |
| 8         | Phần tiếp theo! Đi theo mẹ (後編！かーちゃんを追え)                        | 19 tháng 7 năm 2017 | Không có     | Không có     | Không có         |
| 9         | Tạm biệt, rồi sau đó, (お別れ、そして、)                                   | 26 tháng 7 năm 2017 | Không có     | Không có     | Không có         |
| 10        | Sụp đổ! Rất nhiều yêu quái (崩壊！妖怪パニック)                            | 2 tháng 8 năm 2017  | Không có     | Không có     | Không có         |
| 11        | Bão tố! Bí mật của thị trưởng (最凶！妖怪大統領)                           | 9 tháng 8 năm 2017  | Không có     | Không có     | Không có         |
| 12        | Thủ lĩnh của yêu quái (オラたちヨーカイバスターズ)                         | 16 tháng 8 năm 2017 | Không có     | Không có     | Không có         |
| 13        | Tạm biệt, Yêu quái O-O-O Shinnosuke (さらば、お・お・お・のしんのすけ)     | 23 tháng 8 năm 2017 | Không có     | Không có     | Không có         |